# Billesholms IP
Billesholms IP är en idrottsplats i Billesholm i Sverige. Idrottsplatsen invigdes den 26 juni 1929, av Prins Gustaf Adolf, sedermera Kung Gustaf VI Adolf. I folkmun kallas den för IP. Från början fanns även löparbanor runt planen, men de togs senare bort. Publikrekordet är 3 785 personer och sattes 1959 i division 2-matchen Billesholms GIF och Landskrona BoIS. Numera är kapaciteten 500 och 700 åskådare. På ena långsidan finns en sittplatsläktare, det finns även plats till att stå runt planen. Förutom Billesholms GIF som hemmalag har Billesholms IK:s damer spelat några matcher på IP. Även en träningsmatch mellan Helsingborgs IF och IFK Norrköping har spelats här.
- Högsta publiksiffror:
  - 3 785,  Billesholms GIF-Landskrona BoIS 1959
  - 3 160,  Billesholms GIF-Helsingborgs IF 1938